# Michal Hornstein
Michal Hornstein (ur. 17 września 1920 w Tarnowie, zm. 25 kwietnia 2016 w Montrealu) – kanadyjski przedsiębiorca, kolekcjoner sztuki i filantrop pochodzenia żydowskiego.

## Życiorys
Urodził się w ortodoksyjnej rodzinie żydowskiej w Tarnowie. Dorastał w Krakowie, gdzie ukończył szkołę handlową. W 1939 roku, w okupowanym przez Niemców Krakowie, został schwytany i znalazł się w pociągu transportującym więźniów do KL Auschwitz. Udało mu się wyskoczyć z tego pociągu i uciec. Ukrywał się w czeskich lasach, w Budapeszcie i w Bratysławie, gdzie poznał swoją przyszłą żonę – Renatę Witelson, Żydówkę z Łodzi, która również uciekła przed nazistowskimi prześladowaniami. Po wojnie para zamieszkała u rodziny Renaty w Rzymie; pobrali się w 1947 roku, a w 1951 roku wyemigrowali do Kanady i osiedlili się w Montrealu. W 1957 roku otrzymali kanadyjskie obywatelstwo. Hornstein założył Federal Construction Ltd., przedsiębiorstwo zajmujące się nieruchomościami, dzięki któremu dorobił się fortuny i którego prezesem pozostał do śmierci.

### Współpraca z Muzeum Sztuk Pięknych w Montrealu
Większość swojego majątku Hornsteinowie przeznaczyli na kolekcjonowanie dzieł sztuki od renesansu po sztukę współczesną. Gromadzone dzieła charakteryzowały się nie tylko najwyższym artyzmem ich twórców, ale także doskonałym stanem zachowania. Małżonkowie związali się z Muzeum Sztuk Pięknych w Montrealu, gdzie Michal zasiadał w radzie powierniczej nieprzerwanie od 1970 roku, a od 1982 roku pełnił funkcję przewodniczącego komisji ds. zakupów. Przez lata Hornsteinowie przekazali temu muzeum 330 rysunków i 30 obrazów takich malarzy,  jak m.in. Frans Snyders, Paulus Bor, Jan Davidszoon de Heem, Pieter van Mol, N.L. Peschier, Godfried Schalcken oraz Giovanni di Paolo, Francesco Guardi, Jacques Linard, Charles-François Poerson, Edgar Degas, Maurice Denis i Ferdinand Hodler. Przyczynili się także finansowo do odrestaurowania pawilonu wystawowego z 1912 roku, który w 2000 roku nazwano ich imieniem (Pavillon Michal et Renata Hornstein).

### Kolekcja malarstwa niderlandzkiego
W 2012 roku Hornsteinowie podarowali muzeum w Montrealu swoją budowaną przez dziesięciolecia i znaną specjalistom na całym świecie wyjątkową kolekcję 75 dzieł dawnych mistrzów niderlandzkich.
Darowizna obejmuje najważniejsze obrazy następujących malarzy złotego wieku malarstwa holenderskiego i flamandzkiego:
- Willem van Aelst
- Jan Asselijn
- Ludolf Backhuysen
- Abraham van Beyeren
- Osias Beert
- Nicolaes Berchem
- Ferdinand Bol
- Jan Both
- Bartholomeus Breenbergh
- Quirijn van Brekelenkam
- Jan Brueghel (starszy)
- Pieter Claesz
- Pieter Codde
- Allart van Everdingen
- Jan Fyt
- Jan van Goyen
- Joris van der Haagen
- Cornelis van Haarlem
- Jan Hackaert
- Jan van der Heyden
- Jan Lievens
- Carstian Luyckx
- Nicolaes Maes
- Willem van Mieris
- Joos de Momper
- Caspar Netscher
- Adam Pynacker
- Cornelis van Poelenburgh
- Jacob van Ruisdael
- Floris van Schooten
- Jan Steen
- Hendrik van Steenwijck Młodszy
- David Teniers (młodszy)
- Simon de Vlieger
- Cornelis Vroom
- Willem van de Velde (młodszy)
- Philips Wouwerman

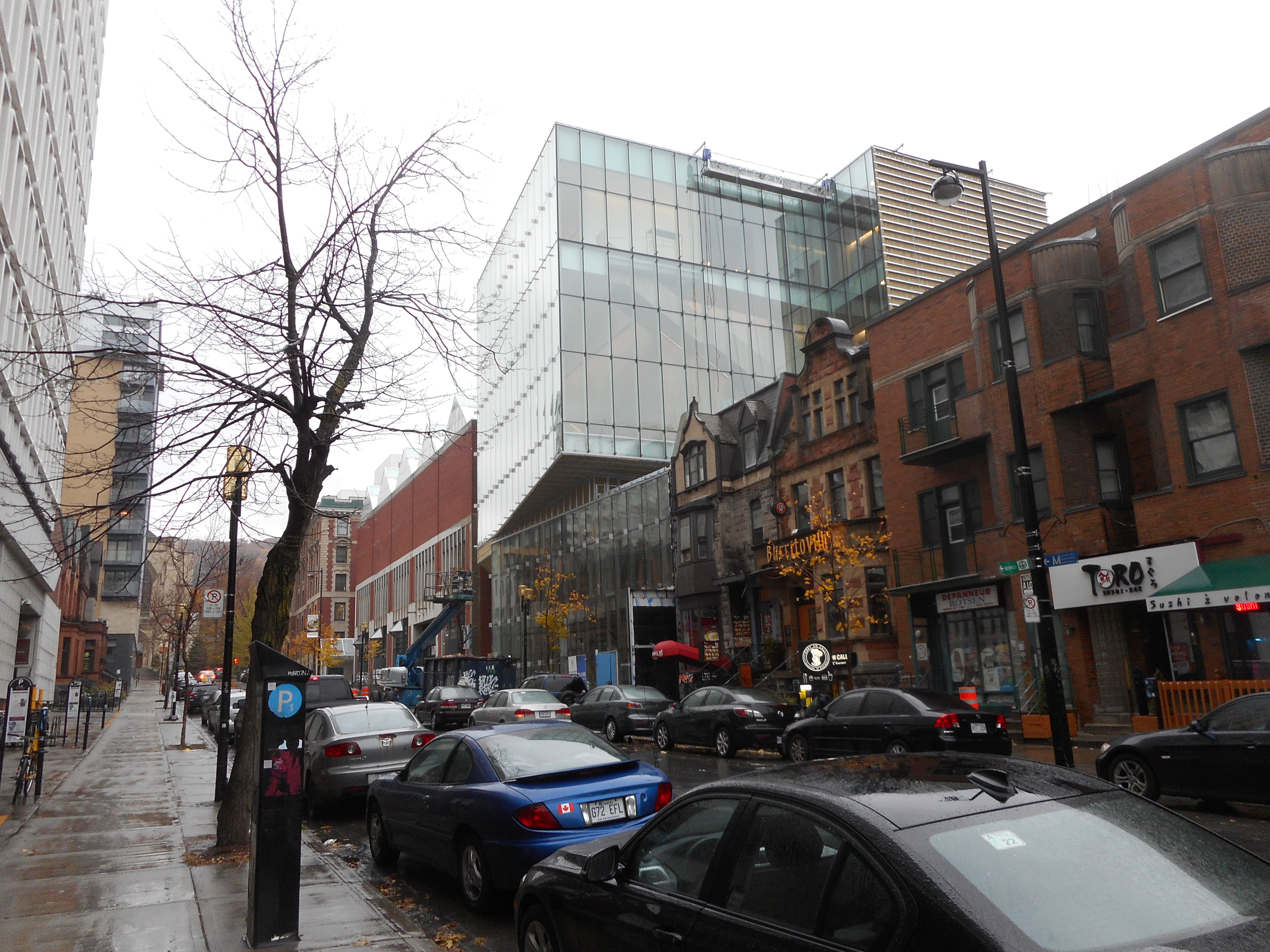
Pavillon pour la Paix Michal et Renata Hornstein, rue Bishop, Montréal

Znalazły się tam również dzieła artystów tworzących przed i po złotym wieku malarstwa niderlandzkiego, wśród których byli Adriaen Isenbrandt, Albert Cornelis, Herri met de Bles i Gerard van Spaendonck, a także dzieła malarzy innych narodowości, m.in. Claude’a Lorraina, Georga Flegla, Jacques’a Linarda, Giovanniego Battisty Piazzetty, Rosalby Carriery, Josepha Verneta i Michela Martina Drollinga.
Wartość kolekcji oszacowano na 75 milionów dolarów. Była to największa prywatna darowizna dla muzeum w Quebecu i jedna z największych w historii Kanady. Kolekcja została umieszczona w nowo wybudowanym Pawilonie dla Pokoju Michala i Renaty Hornsteinów (Pavillon pour la Paix Michal et Renata Hornstein), który został otwarty w 2016 roku.

### Inna działalność filantropijna
Hornsteinowie swoimi darowiznami wspierali także edukację i opiekę zdrowotną. W 1998 roku ufundowali stypendium im. Renaty Hornstein przeznaczone dla absolwentów uczelni artystycznych, które umożliwia rocznie dwóm studentom podjęcie pracy podyplomowej na montrealskim Uniwersytecie Concordia. Wspomagali też finansowo Institut de Cardiologie de Montréal (gdzie nazwano katedrę chirurgii na ich cześć), Hôpital Général de Montréal, Hôpital Notre-Dame i Jewish General Hospital. Centre hospitalier de l'Université de Montréal stworzył oddział specjalizujący się w leczeniu choroby Parkinsona, znany jako Renata Hornstein Evaluation Centre.

### Życie prywatne
Michal i Renata Hornsteinowie mieli córkę Sari i syna Norberta, profesora językoznawstwa na Uniwersytecie Maryland.
Michal Hornstein zmarł w swoim domu w Montrealu 25 kwietnia 2016 roku, dożywszy 95 lat. Jego żona, Renata, zmarła niecałe 3 miesiące później – 22 lipca 2016 roku, w wieku 87 lat.

## Odznaczenia i wyróżnienia
na podstawie źródeł
- 1984 – Członek Orderu Kanady
- 1993 – Kawaler Narodowego Orderu Quebecu (Kanada)
- 2002 – Oficer Narodowego Orderu Quebecu (Kanada)
- 2012 – Medal Diamentowego Jubileuszu Królowej Elżbiety II
- 2013 – Oficer Orderu Kanady
- 2013 – Wielki Oficer Narodowego Orderu Quebecu (Kanada)

W 2014 Uniwersytet Concordia przyznał Renacie i Michalowi Hornsteinom doktoraty honoris causa za całokształt ich działalności filantropijnej